# دلبر مت
دلبر مت (به انگلیسی: Dilbar Mat) یک منطقهٔ مسکونی در پاکستان است که در ایالت بلوچستان واقع شده‌است. دلبر مت ۲۵۰ متر بالاتر از سطح دریا واقع شده‌است.